# Восстание в Афинском политехническом университете
Восстание в Афинском политехническом университете (греч. Εξέγερση του Πολυτεχνείου) — студенческие волнения 14—17 ноября 1973 года в Афинах, столице Греции. Студенты выступили против диктатуры «Чёрных полковников». Восстание было жестоко подавлено военными.

## Предыстория
21 апреля 1967 года группа армейских офицеров, возглавляемая бригадным генералом Стилианосом Паттакосом и полковниками Георгиосом Пападопулосом и Николаосом Макарезосом, захватила власть путём государственного переворота. Переворот 1967 года и последовавшее за ним правление военных стало логичным продолжением длившегося более тридцати лет затяжного политического кризиса, который начался ещё в 1920-е годы с противостояния между республиканцами и монархистами, а позже добавившимися к ним коммунистами.
Борьба не ослабевала даже во время нацистской оккупации Греции во время Второй мировой войны, тогда же коммунистам практически удалось уничтожить своих конкурентов из республиканского лагеря. После изгнания захватчиков в 1944 году уже в самой Греции вспыхнула гражданская война между силами коммунистического движения и вернувшегося из изгнания монархического правительства. Хотя монархисты и победили в гражданской войне, изгнав коммунистическую партию за пределы территории Греции, сторонники левого движения сохранились перейдя на нелегальное положение, позже оформившись в Единую демократическую левую партию через которую они планировали прийти к власти. Что однако не осталось незамеченным со стороны греческого истеблишмента, который не желал прихода к власти левых сил, что стало одной из причин военного переворота.
После установления диктатуры «чёрных полковников» коммунистическая партия Греции начала активную работу по сплочению и формированию сил за свержение режима. Одним из направлений деятельности левых сил стала университетская среда, там начало активно набирать популярность анархо-коммунистическое движение, которое в итоге сыграло решающую и ведущую роль в будщем восстании против власти военных. Анархо-коммунистическая группировка в Афинском политехническом университете сформировалась благодаря деятельности Кристоса Константинидиса и Никоса Балиса.
Первая массовая публичная акция протеста, организованная анархо-коммунистами, против хунты была предпринята 21 февраля 1973 года, когда часть студентов-юристов вместе с анархистами забаррикадировались в корпусе юридического факультета Афинского университета в центре Афин, требуя отмены закона, вводившего обязательную срочную службу в армии. Однако данная акция оказалось неудачной, так как полиции удалось восстановить порядок.

## Ноябрьские события

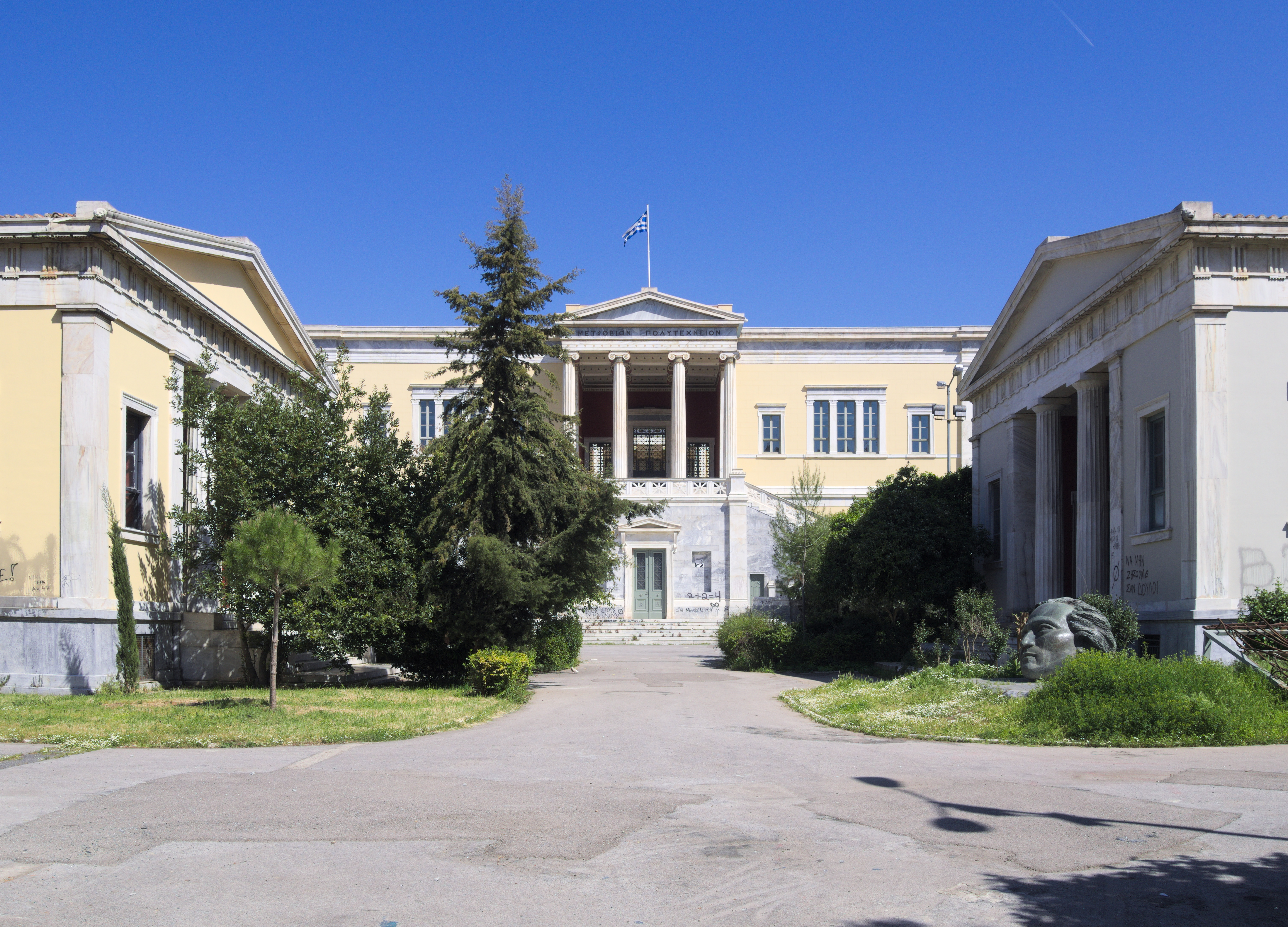
Главный вход в Афинский политехнический университет.

События собственно произошедшие в Афинском политехническом университете произошли 14 ноября 1973 года. По инициативе студентов анархо-коммунистического движения было решено провести очередной митинг против власти чёрных полковников, тогда же было решено захватить здания Политехнического университета. В непосредственной организации акции участвовал Кристос Константинидис, в первый день ему удалось продлить захват университета на целую ночь, что привело к активизации движения. Первоначально власти не предавали очередной акции протеста студентов особого значения и не придпринимали каких-нибудь серьёзных мер против них, что ознаменовало первоначальный успех протестующих.
Студенты назвали себя «свободными осаждёнными» (греч. Ελείεροι Πολιορκημένοι, отсылка к стихотворению греческого поэта Дионисия Соломоса, вдохновленному османской осадой Месолонгиона). Их главным лозунгом стал:
Хлеб–Образование–Свобода!
После захвата 14 ноября зданий университета, лидерами восставших было опубликовано воззвание следующего содержания:
Независимое собрание рабочих, расположенное в помещениях Политехнической школы, призывает рабочих захватывать производственные помещения и создавать фабричные и забастовочные комитеты с конечной целью создания совета рабочих. Программа-минимум совета рабочих – уничтожение наёмного труда, государства, капитализма и политики.
Анархо-коммунистическая группировка, возглавлявшая восстание, убрала государственный флаг Греции вывесив флаг своего движения, пока он не был снят конкурентами из другого коммунистического движения, которые не поддерживали восстание. Две основные студенческие левые группировки, марксистская просоветская «A-AFEE» и «Ригас», не поддержали данное восстание. Была сформирована «Координационная оккупационная комиссия студентов» (КОКС), но она слабо контролировала действия мятежников. Коммунистическая молодёжь Греции назвала анархистов провокаторами, поскольку они озвучивали лозунги, которые не были напрямую связаны с требованиями студентов (например, выступали за права ЛГБТ, социальную революцию и демонтаж государства). Связь с французским движением 1968 года была очевидна.
Позже к месту события приехала полиция, которая однако не предпринимала каких-либо мер.
На второй день оккупации (который часто называют «днём празднования») тысячи людей из Афин пришли поддержать студентов. С использованием лабораторного оборудования был установлен радиопередатчик, позволивший мятежникам управлять пиратской радиостанцией, по которой удалось привлечь внимание жителей города к происходящему. Мария Даманаки, в то время студентка и член «A-AFEE», популяризировала лозунг «Хлеб–Образование–Свобода!». Требования мятежников были антиимпериалистическими и направленными против НАТО. Третьими сторонами, которые присоединились к студенческим протестам, были строители (которые создали параллельный комитет рядом с КОКСом) и некоторые фермеры из Мегары, которые по совпадению протестовали в те же дни в Афинах.

15—16 ноября возле университета собралось несколько тысяч человек, в основном студенты и школьники. В пятницу, 16 ноября, КОКС объявил, что студенты намерены свергнуть хунту. Координационная комиссия студентов призвала к «борьбе до победы». Во второй половине дня прошли демонстрации и попытки захвата соседних министерств. В девять вечера в центре уже были выстроены баррикады, начались пожары и беспорядки, этот период премичателен тем, что в Афинах впервые начали использовать бутылки с зажигательной смесью. К вечеру 16 ноября начались столкновения с полицией, которые постепенно охватили весь центр города. В городе были зафиксированы перестрелки. Студенты активно транслировали по Афинам:
Политех здесь! Политех здесь! Народ Греции, Политех является знаменосцем нашей борьбы и вашей борьбы, нашей общей борьбы против диктатуры и за демократию!
Около одиннадцати вечера 16 ноября был отдан приказ о вмешательстве армии. Около полуночи из городского района Гуди выдвинулась колонна бронемашин. В 2:45 ночи радиостанция Политехниона передала своё последнее воззвание. Напротив университета выстроились танки, один из которых, AMX-30, снёс ворота университета. Последовал короткий штурм, в ходе которого сопротивление восставших было сломлено. Сотни студентов были арестованы. По официальным данным жертв не было. После штурма университета последовали антиправительственные демонстрации, подавленные военным режимом с применением оружия.
Вскоре после этого Спиросу Маркезинису было поручено обратиться к президенту Георгиосу Пападопулосу с просьбой вновь ввести военное положение. Позже глава хунты Георгиос Пападопулос был отправлен в отставку, на его место военные выдвинули Димитриоса Иоаннидиса. После этого хунта продержалась недолго — менее года.
Официальное расследование, проведенное после падения хунты, показало, что во время инцидента никто из студентов Афинского политехнического института не погиб. Однако 24 мирных жителя были убиты за пределами университетских корпусов. Среди них были 19-летний Михаил Мирогианнис, которого, как сообщается, застрелил офицер Николаос Дертилис, старшеклассники Диомедес Комнин и Александрос Спартидис из лицея Леонин, а также пятилетний мальчик, попавший под перекрёстный огонь в пригороде Зографу. Протоколы судебных процессов, проведённых после падения хунты, документируют гибель многих гражданских лиц во время восстания, и хотя число погибших не оспаривалось историческими исследованиями, оно остается предметом политических споров. Кроме того, во время этих событий сотни мирных жителей получили ранения.

## Наследие

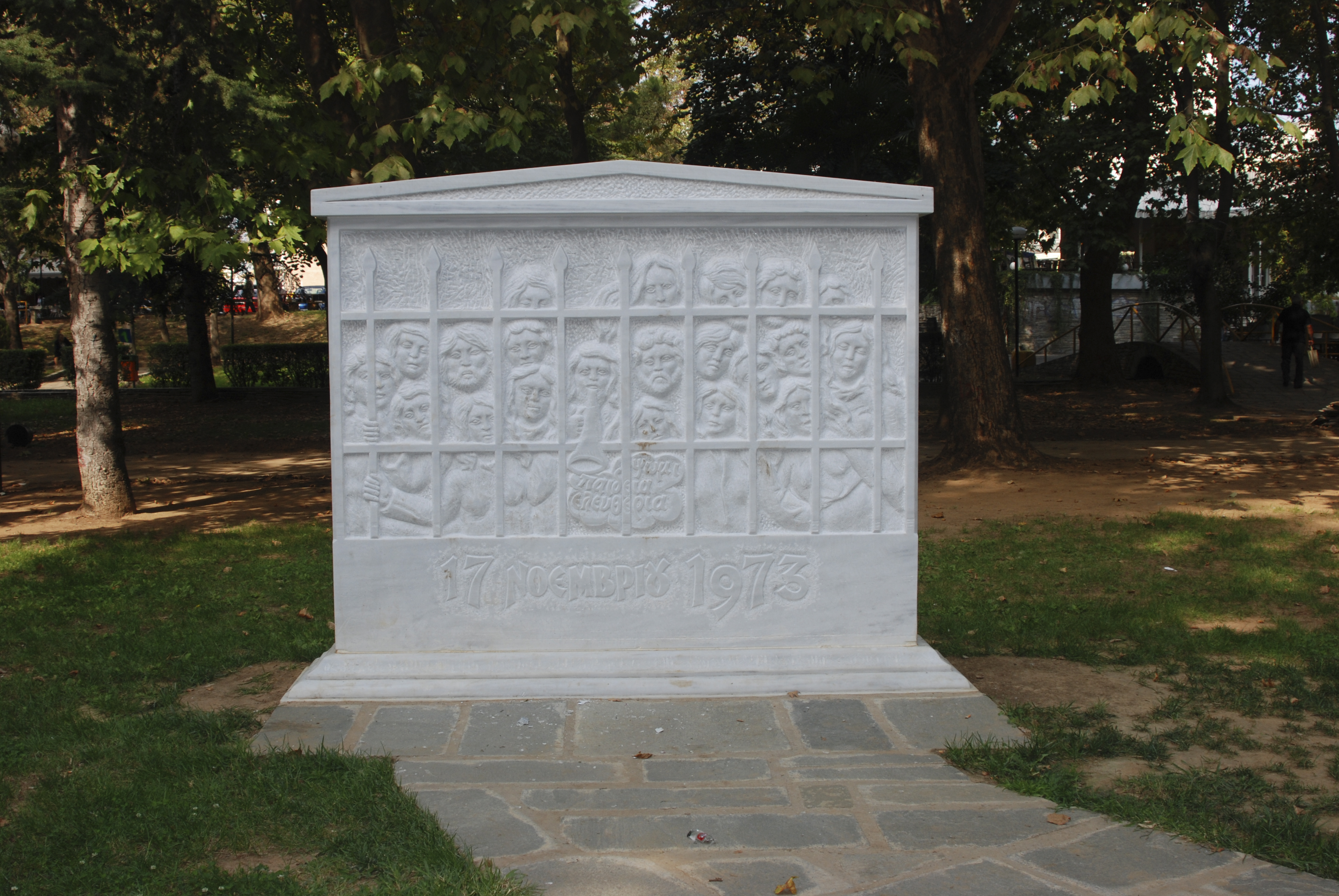
Монумент жертвам Политехниона в городе Драма.

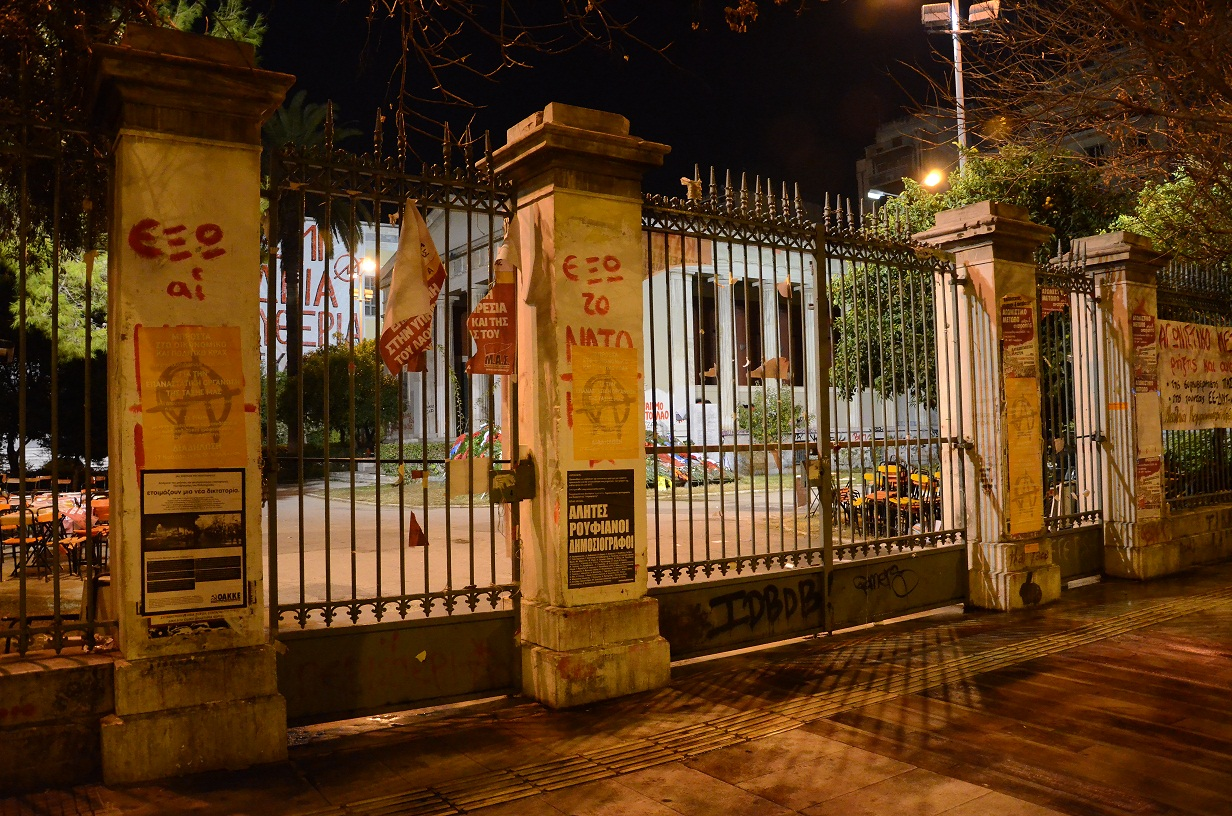
Ворота Политехнического университета, 17 ноября 2011 года.

После восстановления демократического правительства жертв Политехниона провозгласили мучениками. Их чтят на государственном уровне, им поставлены памятники. Продолжателями их дела считали себя боевики из левой радикальной группировки «17 ноября», действовавшей с середины 1970-х до 2002 года. После перехода к демократии главный боевик группировки Димитрис Куфонтинас предпринял попытку убийства деятелей, связанных с хунтой, также озаглавив свои мемуары-манифест «Я родился 17 ноября» (Γεννίηκα 17 Νούμβρη).
Ежегодное шествие в память о восстании начинается недалеко от Политехнического университета. В 1980 году полиция убила двух человек, пытаясь помешать участникам марша пройти мимо американского посольства в Афинах, традиционного конечного пункта марша протеста против роли ЦРУ в поддержке государственного переворота.
Студенческая борьба также оказала длительное влияние на греческий анархизм. Это событие ознаменовало возрождение анархизма в Греции, а также ознаменовало разрыв между греческой молодёжью и традиционными левыми партиями того времени, такими как Коммунистическая партия Греции.
С момента восстановления демократического правления греческие университеты пользовались правом экстерриториальности — полиции вход туда был запрещён. Допустить полицию на территорию университета мог только ректорский совет, состоящий из преподавателей и студентов, требовалось единогласное решение.
В 2019 году, с приходом к власти нового правительства, данное право было отменено. Причиной этому являлось желание искоренить группировки с крайне правыми и анархическими идеологиями, которые традиционно скрываются за стенами греческих университетов, беженцев, чёрный рынок и наркоторговлю. С начала учебного года полиция неоднократно вторгается в высшие учебные заведения страны, что приводит к невозможности проведения лекций и реализации учебного процесса, к травмам студентов и нанесению ущерба зданиям университетов. Действия полиции подвергаются критике со стороны общественности.